# George Bingham, 3. Earl of Lucan

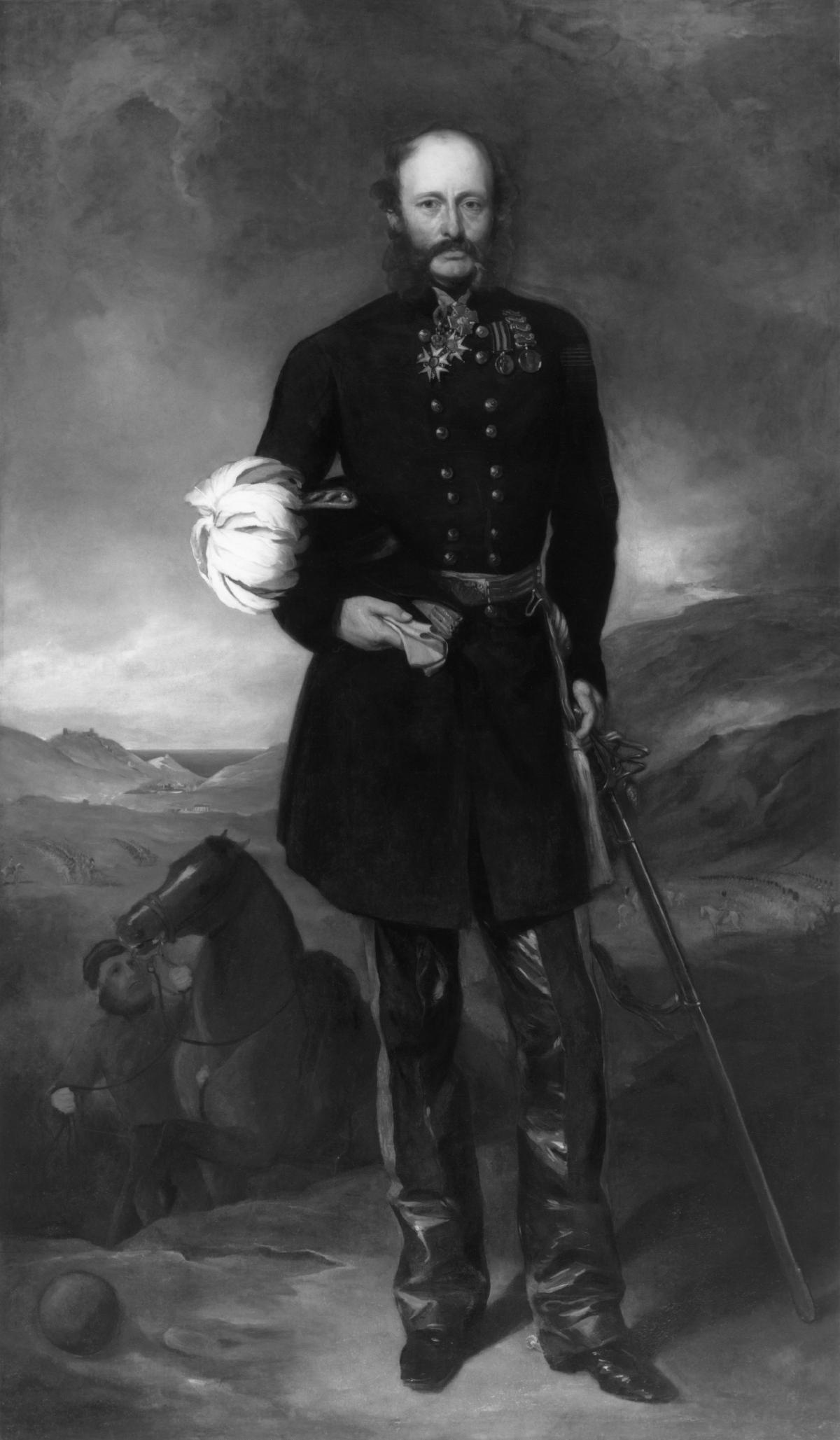
George Bingham, 3. Earl of Lucan, von Francis Grant

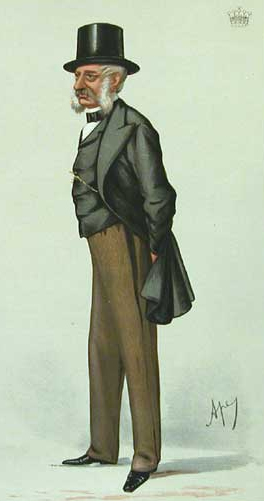
The Earl of Lucan gezeichnet von Carlo Pellegrini

George Charles Bingham, 3. Earl of Lucan, GCB (* 16. April 1800 in London; † 10. November 1888 ebenda) war ein britischer Feldmarschall. Er kämpfte im Krimkrieg und spielte eine entscheidende Rolle bei der berühmten Attacke der Leichten Brigade.

## Leben
George Bingham wurde 1800 in London als erster Sohn von Richard Bingham, 2. Earl of Lucan, geboren. Als Heir apparent seines Vaters führte er bis 1839 den Höflichkeitstitel Lord Bingham. Er besuchte die Westminster School. 1816 trat er der britischen Armee bei und erwarb ein Offizierspatent als Ensign des 6th Regiment of Foot. 1818 wechselte er als Cornet zum 11th Regiment of Light Dragoons. 1820 wurde er Lieutenant des 8th Regiment of Foot und 1822 Captain des 74th Regiment of Foot. 1825 zum Major befördert wechselte er zum 17th Regiment of (Light) Dragoons, bei dem er 1826 Lieutenant-Colonel wurde und dessen Kommandeur er von 1826 bis 1837 war. In dieser Zeit wurde das Regiment bekannt für seinen harten Drill, aber auch für die Noblesse seiner Offiziere. Von seinem eigenen Geld rüstete Bingham das Regiment neu aus. Es wurde deshalb bekannt als Bingham’s Dandies. 
Von 1826 bis 1830 war er, inzwischen auf Halbsold, als Tory-Abgeordneter für das irische County Mayo Mitglied des House of Commons. 1828 nahm er im russischen Generalstab am Russisch-Türkischen Krieg in Bulgarien teil. 1829 heiratete er Lady Anne Brudenell (1809–1877), die Tochter von Robert Brudenell, 6. Earl of Cardigan. Er wurde damit der Schwager von James Brudenell, 7. Earl of Cardigan. Beide sollten durch ihre gegenseitige Verachtung füreinander und deren Folgen in der Schlacht von Balaklawa berühmt werden. Am 30. Juni 1839 erbte er beim Tod seines Vaters dessen Adelstitel als Earl of Lucan. 1840 wurde er als irischer Representative Peer ins britische House of Lords gewählt. Von 1845 bis 1888 war er Lord Lieutenant des County Mayo. In diesem Amt zog er besonders während der Großen Hungersnot in Irland (1845–1849) durch seine rücksichtslose Politik gegenüber der katholischen Bevölkerung deren Hass auf sich. 1841 wurde er in den Rang eines Colonels und 1851 zum Major-General befördert. 
Zu Beginn des Krimkrieges übernahm Lord Lucan das Kommando über die britische Kavalleriedivision. Diese bestand aus der Schweren und der Leichten Brigade. Letztere führte sein Schwager, Lord Cardigan. Anders als der britische Oberbefehlshaber Fitzroy Somerset, 1. Baron Raglan glaubte Lucan den Meldungen türkischer Spione im Vorfeld der Schlacht bei Balaklawa, am 25. Oktober 1854. Er hatte seine Kavalleristen deshalb bereits 4:00 Uhr morgens antreten lassen. Die Truppen Lucans waren so, neben den 93rd (Sutherland) Highlanders, unter Sir Colin Campbell und 1.000 Türken, die einzigen alliierten Truppen die zu Beginn der Schlacht bereit standen. Nachdem sich die beiden anderen britischen Einheiten ausgezeichnet hatten (The Thin Red Line, Die Attacke der Schweren Brigade), sollte die Leichte Brigade Kanonen zurückerobern, welche die Russen erbeutet hatten. Die, ihrer gegenseitigen Antipathie geschuldeten, schlechte Kommunikation zwischen Lucan und Cardigan und der unklare Befehl Raglans, führte zur berühmten Attacke der Leichten Brigade, in der die Brigade zur Hälfte vernichtet wurde. Lord Lucan selbst folgte der Leichten Brigade mit seinem Stab und der Schweren Brigade. Nachdem er selbst verwundet wurde und feststellen musste, dass der Angriff der Leichten Brigade zum Desaster geriet, stoppte er zumindest den Angriff der Schweren Brigade mit den Worten: "Die haben die Leichte Brigade geopfert; die werden nicht die Schwere auch noch opfern, wenn ich es verhindern kann. Nach Kriegsende verteidigte Lucan erfolgreich seine Rolle in der Schlacht und schob dem britischen Oberbefehlshaber Lord Raglan die Schuld für die Katastrophe zu. 
Lucan wurde 1854, als Knight Commander, in den Bathorden aufgenommen. 1855 wurde er zum Colonel of the Regiment des 8th Regiment of Hussars ernannt, welches an der Attacke der Leichten Brigade teilgenommen hatte. 1858 erhielt er den osmanischen Mecidiye-Orden I. Klasse. In dieser Stufe wurde der Orden nur 50 mal verliehen. Sein Schwager Cardigan erhielt nur den Orden II. Klasse. Im selben Jahr wurde Lucan zum Lieutenant-General und 1865 zum General befördert. Von 1865 bis 1888 war Lucan Colonel of the Regiment des prestigeträchtigen 1st Regiment of Life Guards. 1869 wurde er zum Knight Grand Cross des Bathordens erhoben. 1877 schied Lucan aus dem aktiven Militärdienst aus. 1886 diente er als Gold Stick und am 21. Juni 1887 wurde er zum Field Marshal ernannt. Bingham starb am 10. November 1888 in London und wurde in Laleham in Middlesex begraben.

## Rezeption
Im Film Der Angriff der leichten Brigade wurde seine Rolle von Harry Andrews gespielt.

## Nachkommen
Aus seiner Ehe mit Lady Anne Brudenell hatte er zwei Söhne und vier Töchter:
- George Bingham, 4. Earl of Lucan (1830–1914), ⚭ 1859 Lady Cecilia Gordon-Lennox, Tochter des Charles Gordon-Lennox, 5. Duke of Richmond;
- Hon. Richard Bingham (1847–1924), Rear-Admiral der Royal Navy, ⚭ (1) 1877 Mary Elizabeth Cole, ⚭ (2) 1914 Ida Galton;
- Lady Augusta Bingham (1832–1888), ⚭ 1853 Henry Sturt, 1. Baron Alington;
- Lady Elizabeth Bingham († 1857);
- Lady Lavinia Bingham (1835–1864), ⚭ 1856 Charles Hardinge, 2. Viscount Hardinge;
- Lady Anne Sarah Bingham († 1855).